# دائرة بوغني
دائرة بوغني إحدى دوائر ولاية تيزي وزو. 
مقرها بوغني. 
تبلغ مساحتها 122.125 كم² يقطنها 68,466 نسمة (أي بكثافة سكانية تقدر بـ 647 نسمة /كم²). 
وتضم كل من بلديات :
- بوغني
- مشطراس
- بونوح
- أسي يوسف

## مواضيع ذات صلة
- دوائر ولاية تيزي وزو
- بلديات ولاية تيزي وزو